# サン・ジョルジョ級強襲揚陸艦
サン・ジョルジョ級強襲揚陸艦（イタリア語: navi d'assalto anfibio classe san giorgio）は、イタリア海軍のドック型輸送揚陸艦の艦級。
ほぼ全通した飛行甲板とウェルドックを備えており、公称は強襲揚陸艦であるが、アメリカ海軍協会 (USNI) やジェーン海軍年鑑ではドック型輸送揚陸艦（LPD）と類別している。

## 来歴
イタリア海軍は従来、アメリカ合衆国から譲渡されたグラド級戦車揚陸艦（LST）を運用してきた。1980年代になり、老朽化した同級の更新、および練習艦任務にあたっていたヘリコプター巡洋艦「カイオ・ドゥイリオ」の後継に充当するため、建造されたのが本級である。
ネームシップである「サン・ジョルジョ」のほか、「サン・マルコ」及び「サン・ジュスト」の3隻が建造された。「サン・ジョルジョ」と「サン・マルコ」は1987年とその翌年に就役したが、「サン・ジュスト」は練習艦任務を兼ねていたことから、1994年と若干遅れて就役し、設計が若干異なることから、アメリカ海軍協会では別の艦級として扱っている。

## 設計
船型としては遮浪甲板型を採用している。01甲板は全通甲板とされており、上部構造物は右舷側に寄せたアイランド方式とされている。艦首部には飛行甲板がなく、第1甲板レベルで錨甲板が露天で設けられており、その後方に一段上がったところから01甲板レベルの飛行甲板が設置されている。第1甲板はギャラリー・デッキを形成しており、居住区などが設けられている。
その下の船体内には、第3甲板を底面として2層分の高さを確保して、艦首・尾に全通した車両甲板が設置されている。またその後方には、第4甲板を底面としてウェルドックが設けられており、車両甲板との間はランプで連絡されている。
主機関としては、2基のGMT A-420.12ディーゼルエンジンにより2軸の可変ピッチ式スクリュープロペラ（CPP）を駆動している。また精密な操艦が要求される場合に備えてバウスラスターも備えている。

## 能力

### 航空運用機能
飛行甲板（01甲板）は、一見すると全通甲板であったものの、当初は全域が飛行甲板とされていたわけではなく、アイランドの左舷側にLCVP 2隻分のダビットが設置されていたため、甲板上にはローターをたたんだシーキングが通れる程度の余裕しかなく、事実上はほぼ前後に分断されていた。
整備・格納などの本格的な運用能力はもたないものとされていたが、中央部左舷には、飛行甲板と車両甲板を連絡するエレベーター（長さ13メートル×幅3メートル、力量30トン）が設置されており、小型ヘリコプターを車両甲板に格納することは可能であった。
その後、1999年の改修で、左舷側ギャラリー・デッキに5メートル幅のスポンソンが設けられた。LCVPがここに移されたことで、飛行甲板は完全に全通し、前後の連絡が容易になった。また、前甲板と後甲板にはそれぞれアグスタウェストランド AW101対応の発着スポットが2つ設定されていたが、さらにスポンソン上に飛行甲板が拡張され、ここに小型ヘリコプター用の発着スポットが2つ設けられた。

### 輸送揚陸機能
船首にバイザー型の扉とバウランプ、また船尾にはウェルドックのハッチを兼用した2段型の扉・ランプ、前部右舷側にも大型開口部が設置されており、これらと連続した車両甲板（長さ100メートル×幅20.5メートル）には、バウランプに通じる通路や上陸用舟艇上も含めると、装甲兵員輸送車であれば36両、主力戦車であれば30両を収容できる。居住区とあわせると兵員345名が乗艦可能である。なお、「サン・ジュスト」ではバウランプは廃されていたほか、1999年の改修で、他2隻でも同様に廃止された。また補給物資として、冷蔵品99 m3、ドライカーゴ300 m3、航空燃料60トンが搭載されているほか、日量90トンの真水を生成可能とされている。
艦後部のウェルドックは、長さ23メートル×幅7メートルを確保している。第4甲板のドック底面は艦の吃水線より下となっているため、艦の吃水を調整せずとも、ウェルドックに漲水して艦尾ハッチを開けるだけで舟艇の運用が可能であり、艦の設備も簡素化できている。艦内には上陸用舟艇（18.5メートル型LCM）が3隻収容されており、1隻がドライアップされたドック内に、2隻が車両甲板後部に搭載されている。発進時は、まずドックに注水して1隻を発進させたのち、第1甲板下面に設けられた走行クレーンにより、2, 3番艇が順次にドック内に移される。なお、艦尾扉から車両を揚降する場合は、ドック上部に蓋をして、車両甲板と面一とする。また上陸用舟艇としては、これらのLCMのほか、飛行甲板上にダビットを設けて3隻の13メートル型LCVPが搭載されていたが、後の改修で右舷側の1隻は撤去され、左舷側の2隻もギャラリー・デッキに移された。

### 個艦防御機能
01甲板の前端部には、建造当初はMMIアラーガト 76mm単装砲が設置されていたが、これは1999年から2001年にかけての改修で撤去された。またアイランド前後部にはMk.10 20mm単装機銃が設置されていたが、これは改修の際に25mm単装機銃に換装された。なお、「サン・ジュスト」の装備砲は76mmコンパット砲であり、こちらは現在も維持されている。
また、「サン・ジュスト」のみが電子戦装置を備えており、SLR-730電波探知装置とSLQ-747電波妨害装置が搭載されている。

## 同型艦

### 一覧表
| #      | 艦名                             | 起工           | 進水            | 就役           |
| ------ | -------------------------------- | -------------- | --------------- | -------------- |
| L 9892 | サン・ジョルジョ ITS San Giorgio | 1985年 5月27日 | 1987年 2月21日  | 1988年 2月13日 |
| L 9893 | サン・マルコ ITS San Marco       | 1985年 3月26日 | 1987年 10月10日 | 1988年 5月14日 |

### 輸出型
本級の建造を担当したフィンカンティエリでは、本級を基にアルジェリア海軍の揚陸艦「カラート・ベニ・アッベス」を建造した。2014年1月23日に進水し、2015年の竣工を予定している。
さらにカタール海軍より「カラート・ベニ・アッベス」の準同型艦として「アル・フルク」がフィンカンティエリに発注され、2021年6月に起工、2023年1月24日にパレルモ造船所で進水した。竣工は2024年を予定している。

### 後継艦
イタリア海軍では、2010年代より、本級（「サン・ジュスト」を含む）と「ジュゼッペ・ガリバルディ」の更新用として、2万トン級強襲揚陸艦（LHD）3隻の建造を計画していた。しかしその後計画は変更されて、まず2017年7月より、「ジュゼッペ・ガリバルディ」の代艦として2万5000トン級の強襲揚陸艦の建造が開始された。これは2019年に「トリエステ」として進水した。
一方、本級の代艦としては、16,000トン級のLPDを建造するLXD（LSSX）計画が進められており、2023年以降の整備が予定されている。

## 登場作品

### ゲーム
『エースコンバットシリーズ』
『エースコンバット04』
エルジア共和国海軍及びISAF海軍の揚陸艦として登場。Mission09「バンカーショット作戦」ではISAF海軍所属艦が多数登場している。
『エースコンバット3D』
同盟軍の揚陸艦「ペトラルコースト」として登場。